# 阿法替尼
阿法替尼（英語：Afatinib），是一種創新的抗癌標靶治療藥物，即新一代口服標靶藥，為全球首種不可逆轉地結合ErbB家族（包含四種不同的癌細胞表皮生長因子受體，如 EGFR、HER2、 ErbB3 及 ErbB4）的抗癌標靶藥，進而更有效地及針對性地阻斷引發癌細胞生長的訊號，減少或延緩癌細胞的增生。阿法替尼已在美國、歐洲和台灣等多國家地區獲批用作為一線治療藥物 ，應用於具有表皮生長因子受體突變癌細胞的非小細胞肺癌治療，是每日一次的口服標靶治療藥物。
阿法替尼由德國藥廠勃林格殷格翰研發，經過多項大型臨床驗証，被FDA評為突破性治療。世界權威學術雜誌《自然》亦指出「阿法替尼」於2013年成為全球正面的頭條新聞之一。阿法替尼於2013年在美國及歐洲上市，商品名稱分別為「Gilotrif」及 「Giotrif」；中文商名在台灣及香港分別為「妥復克」及「標必達」（英語：Giotrif），中國的正式批刻使用現正於審核中。
通過抑壓上述ErbB家族的信號傳導，對於防止腫瘤生長和擴散擔當關鍵性的角色。阿法替尼的作用能不可逆轉地與ErbB家族受體結合，中斷下游信息傳導，從而阻止癌細胞生長，並誘導癌細胞凋亡(程序性死亡)。 因此，相比其他標靶藥物，阿法替尼與ErbB家族受體不可逆轉地結合的特性能夠提供更具持久、選擇性、共價及完全地中斷通過癌細胞的信息傳導，從而帶來獨特的抗癌治療效益，更具潛力去抑制廣泛類別的腫瘤細胞增長，其療效亦更顯注。

## 作用機制
阿法替尼為不可逆轉的ErbB家族阻斷劑，能抑壓信息傳導和阻隔與癌細胞生長和分裂相關的主要通道。由於通過ErbB家族信息傳導機制可由多個同二聚體跟異二聚體引發，所以同時抑制多個ErbB家族成員(如 EGFR, HER2, ErbB3 及 ErbB4)，能較有效地中斷下游信息傳導。
於癌細胞中，ErbB家族的運作經常失調。當控制細胞生長機制的因子過度表現或運作異常，有機會引發各種實質固態腫瘤。受體過度表現會刺激細胞內部信息傳導超越正常水平，引致不受控的腫瘤細胞增長、遷移和轉移及抑制其凋亡。引發以上細胞信息傳導異常的情況有以下各種不機制﹕受體變異(例如﹕肺癌腫瘤EGFR變異)、受體過度表現(例如﹕乳癌腫瘤HER2過度表現)或配體(ligand)過度表現。

## 審批和使用
基於在臨床研究的取得突破性療效結果，阿法替尼早前被納入美國食品及藥物管理局（FDA）優先審核流程。FDA優先審核流程將為那些安全、有效、尚無滿意的替代治療選擇、而且相較於目前上市的產品具有顯著改善優勢的藥物提供快速審核的通道，以加快提供突破性的藥物予有需要的患者。
阿法替尼於 2013年7月12日獲美國食品及藥物管理局（FDA）核准上市，作為新型一線治療藥物，應用於通過經FDA批准的檢測方法檢出存在表皮生長因子受體（EGFR）外顯子19缺失突變或外顯子21（L858R）替代突變的轉移性非小細胞肺癌（NSCLC）患者。
歐盟藥物管理機構（European Medicines Agency）亦於2013年7月25日核准「阿法替尼」用於醫治因表皮生長因子受體（EGFR）突變的非小細胞肺癌（NSCLC）患者。
中華民國行政院衛生署食品藥物管理局（TFDA）亦早於2013年5月17日搶先核准阿法替尼藥物上市。

## 主要研究發展

### 肺癌
LUX-Lung臨床研究計劃，現正探討阿法替尼用於中晚期非小細胞肺癌患者的療效。兩個關鍵性的第三期研究﹕LUX-Lung 3(n=345)和LUX-Lung 6(n=364)為至今最大、最有力和最貫徹始終的臨床註冊研究計劃，針對因EGFR突變而導致的晚期非小細胞肺癌。於2013年，LUX-Lung 3研究結果在臨床腫瘤學雜誌(Journal of
Clinical Ontology)刊出，而LUX-Lung 6研究結果則在美國臨床腫瘤學會(ASCO)周年會議上發表。
美國臨床腫瘤醫學會（ASCO）官方年會發表的數據證明，病人經過嶄新試驗性化合物阿法替尼治療後長達一年時間，其腫瘤才恢復生長，相反那些接受化學治療 (吉西他濱gemcitabine / 順鉑cisplatin)的病人，不到六個月後腫瘤便復發。經過獨立審查的腫瘤評估數據顯示，阿法替尼的無疾病惡化存活期(PFS)是11個月， 相比化療的PFS只有5.6個月更為優勝。此外，接受阿法替尼治療的病人，接近一半(47%)於療程一年後依然生存而且病情無惡化，而接受化療的病人卻只有2%維持這個狀況。
作為LUX-Lung臨床研究計劃一部分，現時其有八項研究同時進行中，研究項目的設計皆以分析「亞法替尼」在中晚期非小細胞肺癌各種環境的療效（包括出現EGFR突變的非小細胞肺癌患者和持續患病的患者）為目標。

### 其他癌症
「阿法替尼」除了可作為治療非小細胞肺癌的標靶藥以外,現在正研究使用「阿法替尼」治療其他疾病 - 如頭頸部癌症。LUX-Head & Neck 1 是一項第三期研究,評估患有復發性和/或 轉移性頭頸部鱗狀細胞癌(HNSCC)的病人,在接受甲氨蝶呤(化療)和先前的治療失敗後, 服用「阿法替尼」的藥效與安全性。此研究屬於 LUX-Head & Neck 臨床試驗計劃中的一部 份,探討使用「阿法替尼」治療不同情況的頭頸部鱗狀細胞癌。

## 非小細胞肺癌研究資料總覽

### 療效和安全性
LUX-Lung 3與LUX-Lung 6是多中心臨床試驗、隨機化及開放標示的第三期研究，旨在比較「阿法替尼」和化療(分別為培美曲塞pemetrexed/順鉑cisplatin 和吉西他濱gemcitabine / 順鉑cisplatin)，用作一線治療患上中晚期轉移性、因EGFR突變的非小細胞肺癌患者 
這些關鍵性的第三期研究提出有力證據顯示阿法替尼相對傳統化療(分別為培美曲塞/順鉑和吉西他濱/ 順鉑)，療效更加卓越。此外，兩份研究報告一致證明「阿法替尼」的療效和安全性，進一步增強大家對研究成果的信心。
根據進一步的分析,LUX-Lung 3 與 LUX-Lung 6 大型獨立研究中顯示,在治療最常見 EGFR 變種(exon 19 deletion/del19)癌症病人時,「阿法替尼」是首個能顯著改善整體存活期的藥物。研究發現,若在療程開始就使用「阿法替尼」而非標準化療,病人平均能多存活一年。

### 綜合LUX-Lung 3與LUX-Lung 6的主要研究結果[21][24][22][25][26][18]

#### 整體存活 Overall Survival (OS:病人存活時間)[23]
- 病人細胞內若有常見的變種(del19/ L858R),在結合 LUX-Lung3 和 LUX—Lung6 的事後研究分析證實, 服用「阿法替尼」的病人比使用標準化療的整體存活期在統計學上有顯著地改善(平均 27.3 vs. 24.4 個月,p=0.037)。

- 在LUX-Lung 3 大型研究的預設群組中 del 19 變種的病人, 服用 「阿法替尼」比使用標準化療病人的整體存活期增加超過一年(平均 33.3 vs 21.1 個月, p=0.0015)，增加了57%。

- 另外，在LUX-Lung 6 大型研究的預設群組中 del 19 變種的病人, 服用 「阿法替尼」比使用標準化療病人的整體存活期亦增加超過一年(平均 31.4 vs 18.4 個月, p=0.0229，增加了70%。

#### 無惡化存活期 (PFS - 患者存活並且腫瘤沒有再重新生長的時間)
| LUX-Lung 3 (阿法替尼 vs 培美曲塞pemetrexed/順鉑cisplatin )                                            | LUX-Lung 6 (阿法替尼 vs 吉西他濱gemcitabine / 順鉑cisplatin )                                                                                    |
| --- | --- |
| 根據獨立審查，所有出現表皮生長因子受器變種的患者(總數=345)﹕ 11.1個月 vs 6.9個月                      | 根據獨立審查，所有出現表皮生長因子受器變種的患者﹕11個月vs 5.6個月                                                                               |
| 根據獨立審查，小組群中出現最常見變種的患者(總數=308，即病人總數90%，del19和L858R)﹕13.6個月vs 6.9個月 | 根據調查員審查，接受「亞法替尼」治療的患者存活超過一年後，其腫瘤才恢復生長﹔相比之下，接受傳統化療的存活不過半年(無惡化存活期13.7個月vs 5.6個月) |
| | 此外，接受「阿法替尼」治療的患者有47%在療程一年後仍然活著而並腫瘤無惡化，而接受傳統化療的患者出現同樣狀況的只有2%。                              |

兩個研究一致顯示「阿法替尼」延遲腫瘤生長的功效，證明其療效顯著及研究資料可靠。

#### 客觀反應 (腫瘤萎縮)
| LUX-Lung 3 (阿法替尼 vs 培美曲塞pemetrexed/順鉑 cisplatin )                                                                      | LUX-Lung 6 (阿法替尼 vs 吉西他濱gemcitabine / 順鉑cisplatin )                                                   |
| --- | --- |
| 根據獨立審查，每兩名接受亞法替尼療程的患者中，有一位(56%)腫瘤萎縮，相比接受傳統化療的，四名患者中只有一位(23%)的情況有明顯改善。 | 根據獨立審查，67%接受「阿法替尼」療程的患者，其腫瘤體積大為萎縮，只有23% 接受傳統化療的患者情況有如此大幅改善。 |

腫瘤萎縮亦有助改善疾病有關的徵狀。

#### 與疾病有關的徵狀
兩個研究結果均證明，較多接受「阿法替尼」療程的患者，病徵如呼吸困難、咳嗽和胸痛均得到改善。此外，「阿法替尼」療程有助延遲這些徵狀出現。

#### 生活質素 (患者問卷統計)
LUX-Lung 6與LUX-Lung 3的研究結果，一致證明接受「阿法替尼」療程的患者相比接受傳統化療的患者，享有更高的生活質素(例如﹕工作和日常起居活動)。

#### Grade =3不良事件
| LUX-Lung 3 (阿法替尼 vs 培美曲塞pemetrexed/順鉑cisplatin )                   | LUX-Lung 6 (阿法替尼 vs 吉西他濱gemcitabine / 順鉑cisplatin ) |
| ---------------------------------------------------------------------------- | --- |
| 接受「阿法替尼」療程後，最常見因藥物引發的不良反應包括肚瀉、皮膚過敏和甲溝炎 | 接受「阿法替尼」療程後，最常見因藥物引發的不良反應包括肚瀉、過敏/痤瘡、和口腔炎/口腔黏膜炎。                                                                         |
| 接受化療後，最常見因藥物引發的不良反應包括頭暈嘔吐，食慾下降和疲倦。         | 接受化療後，最常見因藥物引發的不良應包括嗜中性白血球低下(嗜中性白血球是白血球的一種，患者體內這種白血球數量不正常偏低)、嘔吐和白細胞減少症(患者體內白血球數量減少)。 |
| 因不良反應中止療程的比率偏低(阿法替尼的中止率為8%﹔化療的為12%)。            | 因不良反應而中止「阿法替尼」療程的患者比率為6%，而中止化療的患者比率為40%。                                                                                          |
| 接受「阿法替尼」治療的患者中，有1%因肚瀉而停止療程。                         | 接受「阿法替尼」療程的患者，很少因藥物不良反應而中止療程，其中只有2%因過敏/痤瘡中止療程，當中沒有病人因肚瀉而中止療程。                                              |

### 耐受性
「阿法替尼」的副作用大致上可管理和逆轉的。直致目前為止，研究顯示藥物引致的不良反應大部分涉及腸胃(如肚瀉)和皮膚(如過敏)，這跟表皮生長因子受器酪胺酸激脢抑制劑有關。

## 小細胞肺癌研究資料總覽[30]

### 療效和安全性
- LUX-Lung 8 是首個比較使用兩種不同 EGFR 標靶藥治療肺部晚期小細胞癌症病人的研究。研究結果證實,晚期肺部小細胞癌症病人經使用一線含鉑的化療藥物失敗後,服用「阿法替尼」 比「厄洛替尼」更能有更長更優越的無惡化存活期,減低癌症惡化風險達 18%。

#### 無惡化存活期 (PFS - 患者存活並且腫瘤沒有再重新生長的時間,研究主要終點)
- 2.4 個月 vs. 1.9 個月 (有統計學意義,根據獨立評審為 p=0.043)

#### 客觀反應率(ORR - 對療程取得局部或全部反應的病人百份比,研究次要終點)
- 4.8% vs. 3.0% (數字差別)

#### 疾病控制率(DCR - 對療程取得全部,局部和隱定病情反應的病人百份比,研究次要終點))
- 45.7% vs. 36.8% (統計性重要,根據獨立評審為 p=0.020)

#### 生活質數 ￼ (以病人問卷量度,研究次要終點)
- 就延遲肺癌病症惡化與整體健康/生活質素兩方面,發現良好趨勢。接受「阿法替尼」的病人, 減輕咳嗽(p=0.01)跟整體健康/生活質素多。

#### 整體存活期 (OS:病人存活比率,研究次要終點)
- 數據仍未成熟,會於較後實驗階段評估和將來醫學會議發表。

#### 副作用(AEs)
- 兩種療程得出的整體惡劣(>grade 3)跟嚴重副作用差距不大。50.2%接受「阿法替尼」的病人 出現惡劣(>grade 3)副作用,49.1%接受「厄洛替尼」的病人亦是如此。>grade 3 腹瀉與口角炎 亦於前者較於後者常見(>grade 3 腹瀉:9% vs. 2%;胃痛: 3% vs. 0%),而>grade 3 皮膚過敏與暗瘡則於後者較前者常見(9% vs. 6%)。

## 頭頸癌資料總覽
LUX- Head & Neck 1 研究結果顯示「阿法替尼」為首個能更有效延遲癌增長的酪胺酸激脢抑制劑,適用於前次療程失敗的復發性和/或轉移性頭頸部變種細胞癌病人,比起傳統化療的療效更為顯著。病人接受「阿法替尼」療程, 其癌症細胞會延遲至 2.6 個月才增長,比接受傳統化療的 1.7 個月,相等於將疾病惡化率減少 20%。

### 療效和安全性

#### 無惡化存活期 (PFS - 患者存活並且腫瘤沒有再重新生長的時間,研究主要終點)
- 2.6 個月 vs. 1.7 個月 (有統計學意義,p=0.030 ）

#### 客觀反應 (癌細胞萎縮,研究次要終點)
- 接受「阿法替尼」治療的病人中 34.8%顯示有癌細胞萎縮的情況,而接受「氨甲蝶呤」的病 人,則只有 22.3%有此情況。

#### 客觀反應率(ORR - 對療程取得局部或全部反應的病人百份比,研究次要終點)
- 10.2% vs. 5.6% (數字上差距)

#### 疾病控制率(DCR - 對療程取得全部,局部和隱定病情反應的病人百份比,研究次要終點)
- 49.1% vs. 38.5% (有統計學意義,p=0.035）

#### 與疾病有關的症狀(研究次終點)
- 根據生活質素問卷顯示,接受「阿法替尼」治療的病人,比接受「氨甲蝶呤」治療的痛楚程度大為減少,病症惡化亦相較延遲,其中包括痛楚,吞咽困難和整體健康狀況 (整體健康與生 活質素)。

#### 整體存活期 (OS:病人存活時長,研究次要終點)
- 服用「阿法替尼」與「厄洛替尼」兩種不同的藥物間,並沒觀察得到重要的差異 (平均 6.8 vs.6.2 個月)

#### 副作用 (AEs)
- 最常見因「阿法替尼」引發的副作用(> grade 3)為皮膚過敏和暗瘡(9.7%)與肚瀉(9.4%),而因 化療引起的則為白血球減少症(15.6%)與口角炎(8.1%)。比接受化療治療,服用「阿法替尼」治療的最常見不良反應為皮膚過敏/暗瘡(74.4% vs. 8.1%),肚瀉 (72.2% vs. 11.9%)和甲溝炎(指甲發 炎)(14.4% vs. 0%),而接受化療的病人比服用「阿法替尼」的病人,最常見的則是口角炎(43.1% vs. 39.1%),疲倦(31.9% vs. 24.7%)與頭暈(22.5% vs. 20.0%)。比其他化療藥物,減少或終止服用 「阿法替尼」亦帶來較少不適。

## 臨床潛力
信號傳導抑制劑為癌症研究中一個主要發展目標。「阿法替尼」其獨特不可逆轉結合的功能與具選擇性地阻斷癌細胞信息傳導作用，可能有助改善多種癌細胞的抑制能力，從而擴大癌症藥物的潛在療效。
LUX-Lung 3 跟 LUX-Lung 6 的正面研究結果,證明「阿法替尼」比傳統化療的療效更為顯著, 其一致的結果,不單引證其療效與高度安全性,更強化大眾對此數據的信心。
較近期的研究結果亦不斷引證「阿法替尼」的臨床潛質。LUX-Lung 8 直接比較兩種不同標靶藥物於晚期肺部小細胞癌的病人的療效與安全性,證明「阿法替尼」比「厄洛替尼」,擁有更長的無惡化存活期。LUX- Head & Neck 1 研究結果亦確定「阿法替尼 」對於復發性/變種性頭頸部小細胞癌病人的藥效, 有關研究數據結果對於正在進行的 LUX-Head & Neck 關鍵性研臨床實驗計劃,觀察「阿法替尼」於不同情況下的臨床實驗,尤其具鼓勵性。
目前仍有很多有關「阿法替尼」的研究計劃正在進行中，於未來將會提供更多臨床資料，鞏固「阿法替尼」於癌症治療的效用。